# Loma del Río
Loma del Río är en ort i Mexiko, tillhörande kommunen Nicolás Romero i delstaten Mexiko. Loma del Río ligger i den centrala delen av landet och tillhör Mexico Citys storstadsområde. Orten hade 1 316 invånare vid folkmätningen 2010.